# کلیتون دونالدسون
کلیتون دونالدسون (انگلیسی: Clayton Donaldson؛ زادهٔ ۷ فوریهٔ ۱۹۸۴) بازیکن فوتبال اهل بریتانیا است.
از باشگاه‌هایی که در آن بازی کرده‌است می‌توان به باشگاه فوتبال یورک سیتی، باشگاه فوتبال هال سیتی، باشگاه فوتبال کرو آلکساندرا، باشگاه فوتبال بولتون واندررز، باشگاه فوتبال شفیلد یونایتد، باشگاه فوتبال هیبرنین، باشگاه فوتبال بیرمنگام سیتی، باشگاه فوتبال برنتفورد، باشگاه فوتبال هروگیت تاون، و باشگاه فوتبال برادفورد سیتی اشاره کرد.
وی همچنین در تیم‌های ملی فوتبال England national football C team و جامائیکا بازی کرده‌است.